# 1973년 프랑스 총선
1973년 프랑스 총선은 1973년 3월 4일과 3월 11일 프랑스에서 치러진 총선이다.
1969년 대선에서 결선투표 진출조차 하지 못한 노동자 인터내셔널 프랑스 지부는 사회당을 창당해 좌파진영을 규합한다. 2년 후에는 프랑수아 미테랑 전 장관이 이끄는 민주사회좌파연합와 합당했고, 미테랑 의장은 총선 승리를 위해 프랑스 공산당과의 연대에 합의한다.
급진당은 이 좌파연대 문제와 관련해 분열, 당내 좌파진영은 급진사회좌파운동을 창당해 좌파연맹에 합류했고, 당내 우파는 개혁운동을 창당했다.
선거기간 내내 좌파연맹은 이슈의 중심이 되었다. 좌파연맹은 독점 상태에 있는 기업들의 국유화를 주장했고, 보수진영은 공산당과 연대한 좌파연합을 비난했다.
선거 결과 여당인 공화국민주연합은 상당수 의석을 상실했지만 과반을 유지하는 데는 성공한다.

## 선거 결과
1973년 3월 4일, 11일 프랑스 국민의회 선거결과
| 정당 및 선거연합 | 정당 및 선거연합                                                 | 정당 및 선거연합 | 1차 투표   | 1차 투표 | 결선 투표  | 결선 투표 | 의석                |
| 정당 및 선거연합 | 정당 및 선거연합                                                 | 정당 및 선거연합 | 득표       | %        | 득표       | %         | 의석                |
| ---------------- | ---------------------------------------------------------------- | ---------------- | ---------- | -------- | ---------- | --------- | ------------------- |
|                  | 진보공화연합 - 공화국민주연합 - 독립공화당 - 중도민주주의와 진보 | URP              | 8,242,661  | 34.68    | 10,701,135 | 45.62     | 272 - 183 - 55 - 34 |
|                  | 개혁운동                                                         | MR               | 2,979,781  | 12.54    | 1,631,978  | 6.96      | 30                  |
|                  | 대통령계 주류                                                    | MAJ              | 784,735    | 3.30     | 337,399    | 1.44      | 12                  |
|                  | 기타 우파                                                        | DVD              | 671,505    | 2.83     | 21,053     | 0.09      | 0                   |
| 우파연합         | 우파연합                                                         |                  | 12,678,682 | 53.34    | 12,691,565 | 54.11     | 314                 |
|                  | 프랑스 공산당                                                    | PCF              | 5,085,108  | 21.39    | 4,893,876  | 20.86     | 73                  |
|                  | 사회당 - 급진사회좌파운동                                        | PS-MRG           | 4,559,241  | 19.18    | 5,564,610  | 23.72     | 102                 |
|                  | 통합사회당                                                       | PSU              | 778,195    | 3.27     | 114,540    | 0.49      | 1                   |
|                  | 기타 좌파                                                        | DVG              | 668,100    | 2.81     | 191,441    | 0.82      | 0                   |
| 좌파연합         | 좌파연합                                                         |                  | 11,090,644 | 46.66    | 10,764,467 | 45.89     | 176                 |
| 합계             | 합계                                                             | 합계             | 23,769,326 | 100.00   | 23,456,032 | 100.00    | 490                 |